# Censier-Daubenton
Censier-Daubenton è una stazione della Metropolitana di Parigi sulla linea 7, sita nel V arrondissement.

## La stazione

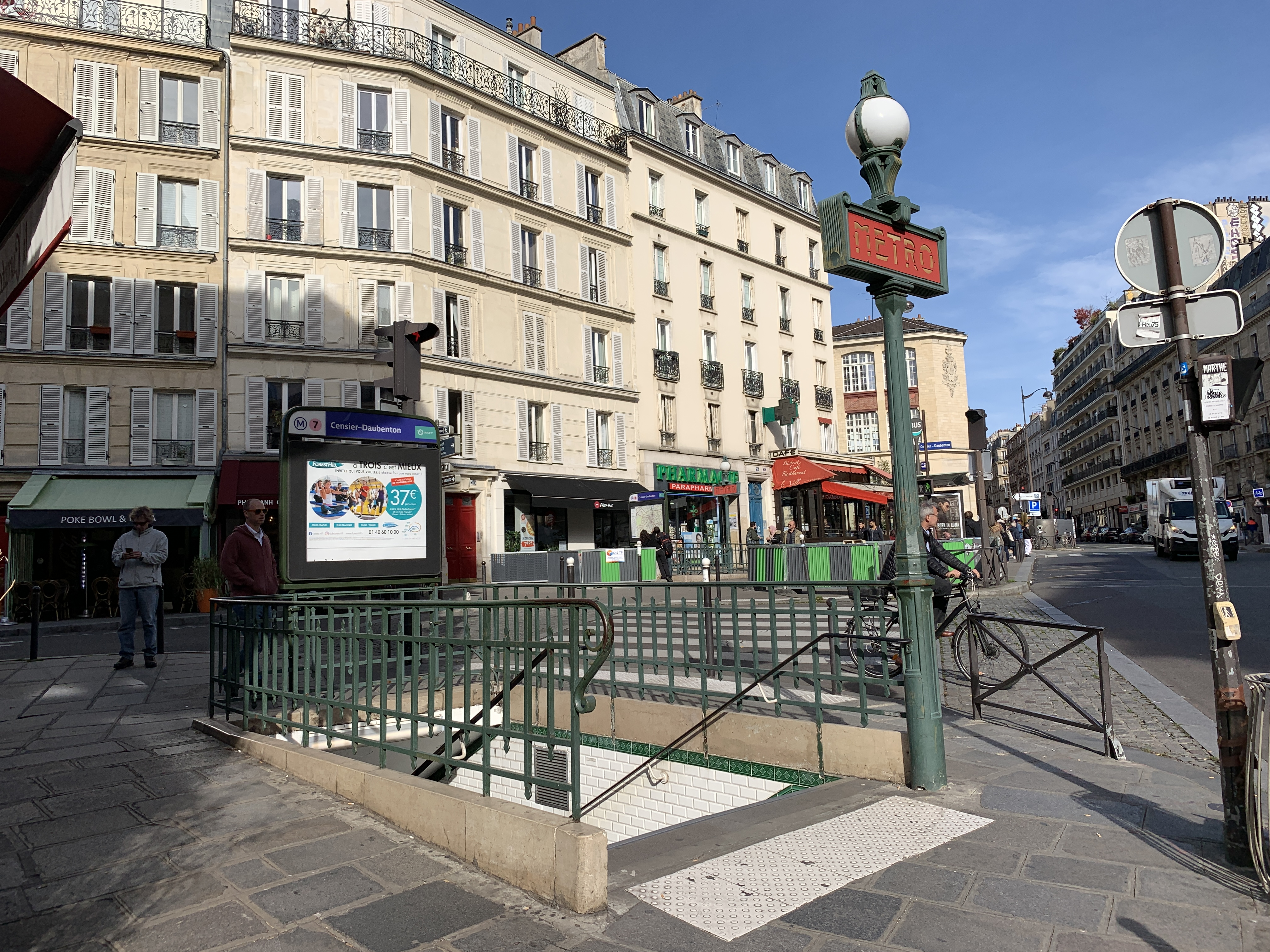
L'ingresso in rue Monge

Venne inaugurata il 15 febbraio 1930 in occasione del prolungamento della linea 10 fino a place d'Italie. Successivamente vi venne istradata la linea 7.

### Storia
Fino al 1965 la stazione era denominata Censier-Daubenton-Halle aux cuirs, in riferimento alle numerose botteghe di conciatori di pellami siti lungo le rive del fiume Bièvre.
Il nome Daubenton si riferisce a Louis Jean-Marie Daubenton naturalista che collaborò con Buffon per la sua Histoire Naturelle e fu il primo direttore del Muséum national d'histoire naturelle sito nelle vicinanze, mentre il nome  Censier è riferito ad una strada.

## Interconnessioni
- Bus RATP - 47
- Noctilien - N15, N22

## Nelle vicinanze
- Museo nazionale di storia naturale di Francia
- Paris III: Sorbonne Nouvelle
- Chiesa di San Medardo
- Rue Mouffetard